# Anthrax arenophilus
Anthrax arenophilus är en tvåvingeart som beskrevs av Paramonov 1935. Anthrax arenophilus ingår i släktet Anthrax och familjen svävflugor.
Artens utbredningsområde är Turkmenistan. Inga underarter finns listade i Catalogue of Life.